# Ормонд-Біч (Флорида)
Ормонд-Біч (англ. Ormond Beach) — місто (англ. city) в США, в окрузі Волусія штату Флорида. Населення — 43 080 осіб (2020).

## Географія
Ормонд-Біч розташований за координатами 29°17′41″ пн. ш. 81°5′42″ зх. д. / 29.29472° пн. ш. 81.09500° зх. д. (29.294626, -81.094968).  За даними Бюро перепису населення США в 2010 році місто мало площу 100,99 км², з яких 82,69 км² — суходіл та 18,30 км² — водойми.

## Демографія
Згідно з переписом 2010 року, у місті мешкало 38 137 осіб у 17 062 домогосподарствах у складі 10 781 родини. Густота населення становила 378 осіб/км².  Було 19576 помешкань (194/км²).
Расовий склад населення:
| - 92,2 % — білих - 3,2 % — чорних або афроамериканців - 2,3 % — азіатів - 0,2 % — корінних американців |

До двох чи більше рас належало 1,5 %. Частка іспаномовних становила 4,1 % від усіх жителів.
За віковим діапазоном населення розподілялося таким чином: 17,2 % — особи молодші 18 років, 55,6 % — особи у віці 18—64 років, 27,2 % — особи у віці 65 років та старші. Медіана віку мешканця становила 50,7 року. На 100 осіб жіночої статі у місті припадало 89,2 чоловіків;  на 100 жінок у віці від 18 років та старших — 86,7 чоловіків також старших 18 років.
Середній дохід на одне домашнє господарство  становив 70 260 доларів США (медіана — 46 567), а середній дохід на одну сім'ю — 88 680 доларів (медіана — 60 757). Медіана доходів становила 47 222 долари для чоловіків та 37 363 долари для жінок. За межею бідності перебувало 12,1 % осіб, у тому числі 13,6 % дітей у віці до 18 років та 6,5 % осіб у віці 65 років та старших.
Цивільне працевлаштоване населення становило 15 680 осіб. Основні галузі зайнятості: освіта, охорона здоров'я та соціальна допомога — 25,4 %, мистецтво, розваги та відпочинок — 13,9 %, роздрібна торгівля — 12,5 %.